# No New Friends
«No New Friends» —en español: No amigos nuevos— es una canción de LSD del álbum del mismo nombre del grupo, lanzado por Columbia Records el 14 de marzo de 2019. La canción sirve como el quinto y último sencillo del álbum, después de «Genius», «Audio», «Thunderclouds» y «Mountains».

## Composición

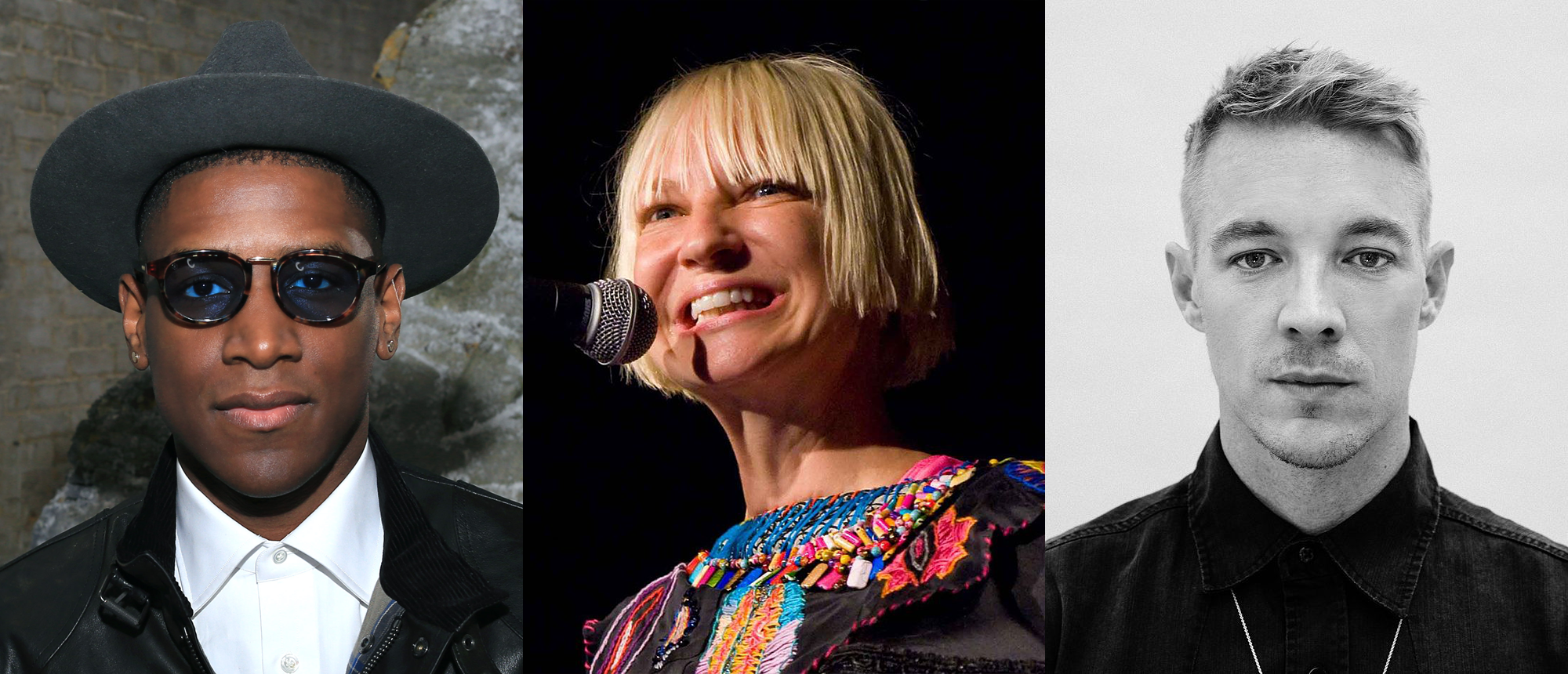
Los miembros de LSD, de izquierda a derecha: Labrinth, Sia y Diplo

«No New Friends» es una canción pop con influencias de la música electrónica de baile (EDM) y tiene un ritmo de baile "contundente" con loops de sintetizador "saltarines" de Diplo, así como voces armonizadas de Sia y Labrinth. Jon Blistein de Rolling Stone describe el puente de la canción como "una reminiscencia de una balada de piano borracha".

## Lanzamiento y promoción
Sia confirmó la fecha de lanzamiento de la canción a través de Twitter el 12 de marzo de 2019. El grupo interpretó «No New Friends» en The Ellen DeGeneres Show en abril de 2019.

## Recepción
Kat Bein, de Billboard ' describió «No New Friends» como una "melodía brillante y rítmica que suena cálida y soleada como la primavera para tus oídos", y "contagiosamente pegadiza con un toque de las islas que celebra a los amigos que ya tenemos". Derrick Rossignol de Uproxx llamó a la canción "optimista" y "una oda para apreciar lo que tienes". Escribió: "La canción les da a todos la oportunidad de brillar, gracias a la voz idiosincrásica de Sia, la energía hip-hop de Labrinth y la producción pop influenciada por EDM de Diplo que une todo".

## Video musical
El video musical oficial de la canción fue lanzado el 16 de abril de 2019. Según Rolling Stone en su reseña llama el video 'una fantástica manera apropiada visual' y lo describió como sigue: "El clip, dirigido por Dano Cerny y coreografía de Ryan Heffington, estrellas de dieciséis años de edad, el cuerpo de Sia doble Maddie Ziegler. Se encuentra con el Labrinth vestido de rosa en una tierra de Dr. Seussian de árboles de bolas de hojaldre y nubes hinchadas caprichosas, y los dos rápidamente forman un vínculo. Se divierten entre los árboles, miran las formaciones de nubes y se encuentran con clones de Ziegler de tamaño humano bailando vertiginosamente en la ladera de una colina. Diplo aparece más adelante en el video como un sol y una luna flotantes, y como otro gigante que se eleva sobre Ziegler".

## Listado de canciones
- Descarga digital - Remixes [8]

1. «No New Friends» (Dombresky Remix) - 4:06
2. «No New Friends» (Hibell Remix) - 2:48

## Créditos y personal
Créditos adaptados de notas de LSD.
- Sia Furler - escritora, letrista, voz
- Labrinth - escritor, letrista, voz, productor, ingeniero, instrumentación, programación
- Diplo - escritor, productor, instrumentación, programación
- King Henry - escritor, productor, instrumentación, programación
- Jr Blender - escritor, productor, instrumentación, programación
- Nathaniel "Detonate" Ledwidge - producción adicional
- Bart Schoudel - ingeniero
- Serban Ghenea - mezclador
- John Hanes - ingeniero de mezcla
- Randy Merrill - maestro

## Posicionamiento en listados

### Semanales
| Lista (2019)                              | Mejor posición |    |
| ----------------------------------------- | -------------- | -- |
| China Airplay/FL (Billboard)              | 21             |    |
| Eslovaquia (Singles Digitál Top 100)      | 78             |    |
| Francia (SNEP)                            | 173            |    |
| Irlanda (IRMA)                            | 61             |    |
| Israel (Media Forest TV Airplay)          | 1              |    |
| Líbano English (Lebanese Top 20)          | 17             |    |
| Lituania (AGATA)                          | 60             |    |
| Nueva Zelanda Hot Singles (RMNZ)          | 10             |    |
| República Checa (Singles Digitál Top 100) | 90             | 90 |
| Suecia Heatseeker (Sverigetopplistan)     | 8              |    |

### Anuales
| Lista (2019)   | Posición |
| -------------- | -------- |
| Portugal (AFP) | 683      |

## Certificaciones
| País           | Certificación | Ventas |
| -------------- | ------------- | ------ |
| Polonia (ZPAV) | Oro           | 10,000 |